# Tapin (Indonezja)
Tapin (indonez. Kabupaten Tapin) – kabupaten w indonezyjskim Borneo Południowym. Jego ośrodkiem administracyjnym jest Rantau.
Kabupaten ten leży w środkowo-zachodniej części prowincji.
W 2010 roku kabupaten ten zamieszkiwało 167 877 osób, z czego 23 643 stanowiła ludność miejska, a 144 234 ludność wiejska. Mężczyzn było 84 626, a kobiet 83 251. Średni wiek wynosił 27,45 lat.
Kabupaten ten dzieli się na 12 kecamatanów:
- Bakarangan
- Binuang
- Bungur
- Candi Laras Selatan
- Candi Laras Utara
- Hatungun
- Lokpaikat
- Piani
- Salam Babaris
- Tapin Selatan
- Tapin Tengah
- Tapin Utara